# Prosopocoilus candezei
Prosopocoilus candezei es una especie de coleóptero de la familia Lucanidae.

## Distribución geográfica
Habita en India.